# Auscultatie

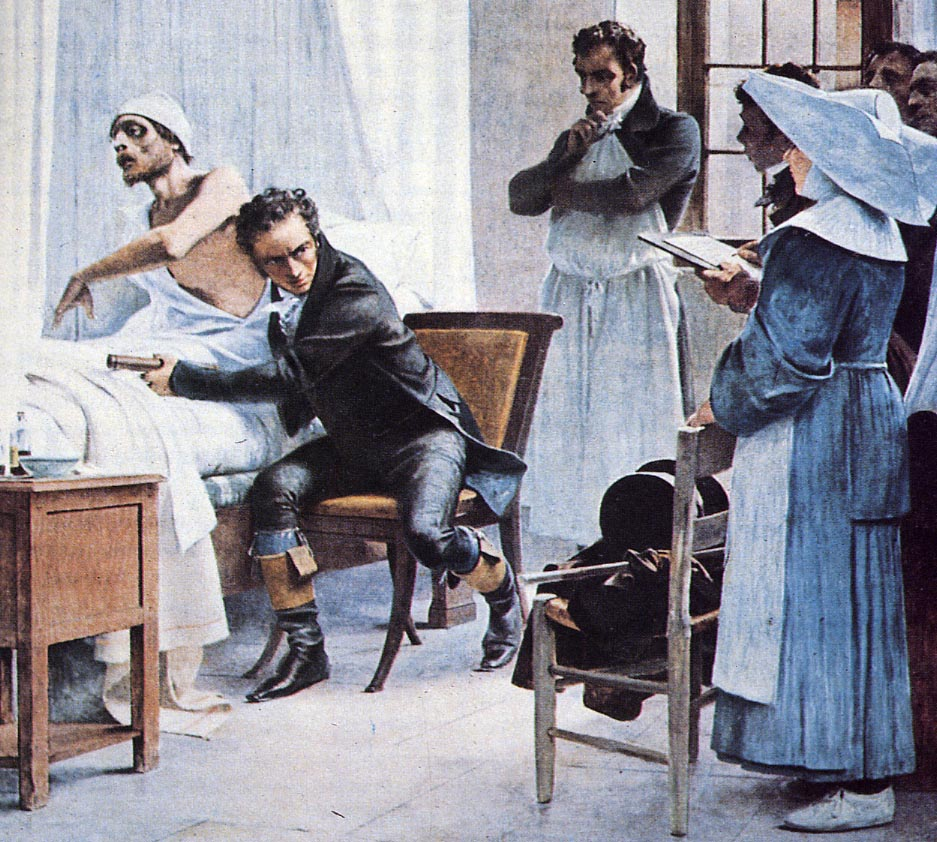
Laennec ausculteert een patiënt in het bijzijn van zijn studenten (1816).

Auscultatie is het beluisteren van lichaamsgeluiden met behulp van een stethoscoop of een hoorbuis. Het is een van de belangrijkste onderzoeksmethoden in de geneeskunde.
Auscultatie wordt voornamelijk gebruikt om hart- en ademgeluiden te versterken om eventuele afwijkingen vast te stellen. Ook is het mogelijk darmgeluiden, vaatgeluiden en geluiden van een ongeboren kind te beluisteren.